# 페터 바이어하우스
페터 파울 요하네스 바이어하우스(독일어: Peter Paul Johannes Beyerhaus, 1929년 2월 1일 ~ 2020년 1월 18일)는 독일의 복음주의 목회자, 신학자, 선교학자이다. 선교신학자로서 그는 현대 독일 선교신학의 기틀을 세웠다. 2018년 10월 5일 대한민국에서는 그의 이름을 따라서 바이어하우스학회가 창립되었다.

## 생애
1929년 바이마르 공화국 오데르강 동쪽에 있는 호헨크레니히(현재의 폴란드 서포모제주 크라이니크구르니)에서 루터교회 목사 지크프리트 바아어하우스(Siegfried Beyerhaus)의 장남으로 태어났다.
베를린 헤름스도르프 고등학교를 졸업한 그는 신학 공부를 시작했다. 처음에는 히브리어 시험에 합격을 했고 독일과 다른 도시에서 9학기 동안 신학 공부를 하였다. 한 학기는 스웨덴 웁살라 대학교에 방문학생으로 파견되었으며, 거기서 후일 박사 학위 지도 교수가 된 벵트 순드클레르에게 성경의 구원론적 구속역사를 배웠다. 그는 1955년 1월 15일에 베를린의 주교인 오토 디벨리우스에게 안수를 받고, 1955년 8월 6일에 스웨덴인 약혼자 잉에예르드 칼렌의 고향 마을에서 결혼하였다. 그 다음 해에는 영어공부를 위해 영국 옥스퍼드 대학교에서 한학기를 보냈다. 1956년 여름 스웨덴에 돌아온 후로는 노르셰핑에서 몇 개의 지역교회에서 봉사하였다. 거기서 첫 딸 카롤리나가 태어났다. 그리고 웁살라 대학에서 박사 학위 과정 마지막 학기를 공부했다. 박사논문의 제목은 "The independence of young churches as a missiological problem"였다.
1957년 그와 그의 스웨덴 태생인 아내 잉에예르드는 베를린 선교 협회와 함께 남아프리카 연방에서 선교사로 일했다. 1965년 그는 튀빙겐 대학교의 교수로 초빙되었고, 1966년 3월부터 은퇴하게 되는 1997년까지 선교와 에큐메니컬 신학 연구소의 소장직을 맡게 되었다. 1972년 이래 바이어하우스는 연사로 혹은 신학적 조언자로 혹은 관찰자로 국제 회의에 참가하여 1975년 나이로비, 1983년 밴쿠버에서 열린 세계 교회회의(Assembiles of the World Council of Churches)에 참석하였고, 1973년 방콕과 1989년 샌안토니오에서 열린 세계선교대회(World Missionary Conference), 1973년 로잔과 1989년 마닐라에서 열린 세계복음화에 관한 국제회의(International Congress on World Evangelization)에 참석하여 이 회의를 분석한 글을 쓰기도 했다 1974년과 1980년 백만 명이 넘게 참가한 대한민국 서울에서 열린 EXPLO'74와 '80 세계복음화 운동에 참가한 것을 포함하여 복음주의의 운동에 적극 동참하였다. 바이어하우스는 1974년 로잔에서 열린 세계 복음화를 위한 국제회의의 주요연사로 참석하였다. 1989년부터 1994년까지 그는 콜럼비아 성경 신학교와 선교 대학원과 함께 코른탈에 있는 선교사 교육기관 'Freie Hochschule fur Mission'의 주임으로 활동했다. 1995년 Trinity Evangelical Divinity School, Deerfield, Illinois에서 명예박사학위를 수여하였다.

## 저서
- Die Selbständigkeit der jungen Kirchen als missionarisches Problem, Wuppertal-Barmen 1956.

- Er sandte sein Wort. Theologie der christlichen Mission, SCM-Verlag 1996, ISBN 978-3-417294125.
- Kein anderer Name: Die Einzigartigkeit Jesu Christi und das Gespräch mit nichtchristlichen Religionen. Festschrift zum 70. Geburtstag von Peter Beyerhaus, VTR, Nürnberg 1999, ISBN 978-3-933372-25-3.
- Mission and Apologetics, VTR Publications, Nürnberg 2005, ISBN 978-3-937965-44-4.
- Weltweite Gemeinschaft im Leiden für Christus, VTR, Nürnberg 2007, ISBN 978-3-937965-59-8.
- Das Geheimnis der Dreieinigkeit im Zeugnis der Kirche: Trinitarisch anbeten - lehren - leben. Ein bekenntnis-ökumenisches Handbuch, VTR / Dominus, 2009, ISBN 978-3-937965-84-0 (VTR) / ISBN 978-3-940879-04-2 (Dominus).
- Christliches Zeugnis in unserer Zeit. Band 1: Der Glaubenskampf der Bekennenden Evangelischen Gemeinschaften in Deutschland (Autobiografie, unter Mitarbeit von Dorothea Killus u. Rolf Sauerzapf), VTR Verlag für Theologie und Religionswissenschaft, Nürnberg 2015, ISBN 978-3-95776-042-5.

## 같이 보기
- 바이어하우스학회